# Drake Relays 2023
Die Drake Relays 2023 waren eine Leichtathletik-Veranstaltung, die vom 26. bis zum 29. April 2023 im Drake Stadium in Des Moines, der Hauptstadt Iowas, stattfand. Sie waren Teil der World Athletics Continental Tour zählten zu den Silber-Meetings, der zweithöchsten Kategorie dieser Leichtathletik-Serie.

## Resultate

### Männer

#### 800 m
| Platz | Athlet        | Land | Zeit (min) |
| ----- | ------------- | ---- | ---------- |
| 1     | Isaiah Jewett | USA  | 1:47,05    |
| 2     | Liu Dezhu     | CHN  | 1:49,21    |
| 3     | Shane Streich | USA  | 1:49,63    |
| 4     | Drew Piazza   | USA  | 1:49,84    |
| 5     | Austin Lietz  | USA  | 1:51,37    |
| 6     | Luca Chatham  | USA  | 1:52,25    |
| 7     | Colin Schultz | USA  | 1:52,67    |
| 8     | Isaac Basten  | USA  | 1:54,38    |
|       | Jim Warren    | USA  | DNF        |

#### 1500 m
| Platz | Athlet                | Land | Zeit (min) |
| ----- | --------------------- | ---- | ---------- |
| 1     | Paul Ryan             | USA  | 3:40,23    |
| 2     | Charlie Da’Vall Grice | GBR  | 3:40,67    |
| 3     | Adam Fogg             | GBR  | 3:40,87    |
| 4     | David Ribich          | USA  | 3:42,29    |
| 5     | Edwin Kurgat          | KEN  | 3:45,57    |
| 6     | Nehemiah Too          | KEN  | 3:47,00    |
| 7     | Abraham Alvarado      | USA  | 3:48,03    |
| 8     | Xie Dongsheng         | CHN  | 3:48,53    |
| 9     | Colin Abert           | USA  | 3:52,21    |
| 10    | Owen Hoeft            | USA  | 3:54,00    |
|       | Nate Sloan            | USA  | DNF        |

#### 110 m Hürden
| Platz | Athlet           | Land | Zeit (s) |
| ----- | ---------------- | ---- | -------- |
| 1     | Jamal Britt      | USA  | 13,29    |
| 2     | Darius Luff      | USA  | 13,48    |
| 3     | Eric Edwards     | USA  | 13,56    |
| 4     | Hansle Parchment | JAM  | 13,60    |
| 5     | Shane Brathwaite | BAR  | 13,67    |
| 6     | Damion Thomas    | JAM  | 13,72    |

Wind: +2,0 m/s

#### 400 m Hürden
| Platz | Athlet           | Land | Zeit (s) |
| ----- | ---------------- | ---- | -------- |
| 1     | CJ Allen         | USA  | 48,78    |
| 2     | Amere Lattin     | USA  | 50,00    |
| 3     | Khallifah Rosser | USA  | 50,27    |
| 4     | Muhammad Kounta  | FRA  | 50,39    |
| 5     | Jaheel Hyde      | JAM  | 51,54    |
| 6     | Chris Douglas    | AUS  | 52,17    |
| 7     | Eric Cray        | PHI  | 52,73    |
| 8     | Kemar Mowatt     | JAM  | 53,85    |

#### Weitsprung
| Platz | Athlet           | Land | Weite (m) |
| ----- | ---------------- | ---- | --------- |
| 1     | William Williams | USA  | 7,70 w    |
| 2     | Jalen Seals      | USA  | 7,46      |
| 3     | Shawn-D Thompson | JAM  | 7,41 w    |
| 4     | Isaiah Griffith  | USA  | 7,38      |
| 5     | Lazar Anić       | SRB  | 7,18 w    |
| 6     | Abraham Seaneke  | GHA  | 7,11      |

#### Kugelstoßen
| Platz | Athlet                | Land | Weite (m) |
| ----- | --------------------- | ---- | --------- |
| 1     | Ryan Crouser          | USA  | 22,38     |
| 2     | Adrian Piperi         | USA  | 21,49     |
| 3     | Payton Otterdahl      | USA  | 20,83     |
| 4     | Nick Ponzio           | ITA  | 20,52     |
| 5     | Chukwuebuka Enekwechi | NGR  | 20,12     |
| 6     | Maxwell Otterdahl     | USA  | 19,42     |
| 7     | Roger Steen           | USA  | 19,20     |
| 8     | Burger Lambrechts     | RSA  | 18,97     |
| 9     | Jonah Wilson          | USA  | 17,89     |

#### Hammerwurf
| Platz | Athlet                | Land | Weite (m) |
| ----- | --------------------- | ---- | --------- |
| 1     | Rudy Winkler          | USA  | 76,70     |
| 2     | Denzel Comenentia     | NED  | 74,67     |
| 3     | Sean Donnelly         | USA  | 74,53     |
| 4     | Ashraf Amgad el-Seify | QAT  | 71,40     |
| 5     | Isaiah Rogers         | USA  | 71,39     |
| 6     | Alex Young            | USA  | 70,39     |
| 7     | Joseph Ellis          | GBR  | 70,37     |
| 8     | Morgan Shigo          | USA  | 70,16     |

### Frauen

#### 800 m
| Platz            | Athletin              | Land | Zeit (min) |
| ---------------- | --------------------- | ---- | ---------- |
| 1                | Susan Lokayo Ejore    | KEN  | 2:03,84    |
| 2                | Emily Brooks-Richards | USA  | 2:04,04    |
| 3                | Mallory Lindamann     | USA  | 2:06,35    |
| 4                | Angel Piccirillo      | USA  | 2:06,66    |
| 5                | Anna Connor           | USA  | 2:07,65    |
| 6                | Wu Hongjiao           | CHN  | 2:08,18    |
| 7                | Ella Donaghu          | USA  | 2:09,67    |
| 8                | Zhang Guiping         | CHN  | 2:15,12    |
|                  | Stephanie Brokaw      | USA  | DNF        |
| Priscila Morales | PUR                   | DNF  |            |

#### 1500 m
| Platz | Athlet                 | Land | Zeit (min) |
| ----- | ---------------------- | ---- | ---------- |
| 1     | Nikki Hiltz            | USA  | 4:09,02    |
| 2     | Simone Plourde         | CAN  | 4:10,04    |
| 3     | Helen Schlachtenhaufen | USA  | 4:11,76    |
| 4     | Addison Wiley          | USA  | 4:12,53    |
| 5     | Nozomi Tanaka          | JPN  | 4:13,17    |
| 6     | Alex Teubel            | USA  | 4:13,24    |
| 7     | Hanna Hermansson       | SWE  | 4:14,23    |
| 8     | Allison Cash           | USA  | 4:14,71    |
| 9     | Shannon Osika          | USA  | 4:15,92    |
| 10    | Katie Mackey           | USA  | 4:18,49    |
| 11    | Erin Teschuk           | CAN  | 4:18,61    |
| 12    | Xu Shuangshuang        | CHN  | 4:18,71    |
| 13    | Madeline Strandemo     | USA  | 4:20,06    |
| 14    | Ma Xiuzhen             | CHN  | 4:24,90    |
|       | Ellie Leather          | GBR  | DNF        |

#### 100 m Hürden
| Platz | Athlet            | Land | Zeit (s) |
| ----- | ----------------- | ---- | -------- |
| 1     | Tia Jones         | USA  | 12,44    |
| 2     | Tonea Marshall    | USA  | 12,61    |
| 3     | Nia Ali           | USA  | 12,67    |
| 4     | Tobi Amusan       | NGR  | 12,69    |
| 5     | Devynne Charlton  | BHS  | 12,71    |
| 6     | Danielle Williams | JAM  | 12,99    |
| 7     | Jade Barber       | USA  | 13,17    |
| 8     | Alaysha Johnson   | USA  | 13,68    |

Wind: +1,1 m/s

#### 400 m Hürden
| Platz | Athlet            | Land | Zeit (s) |
| ----- | ----------------- | ---- | -------- |
| 1     | Anna Cockrell     | USA  | 55,52    |
| 2     | Andrenette Knight | JAM  | 56,17    |
| 3     | Gianna Woodruff   | PAN  | 56,62    |
| 4     | Tia-Adana Belle   | BAR  | 57,03    |
| 5     | Kaila Barber      | USA  | 57,35    |
| 6     | Kimisha Chambers  | JAM  | 57,52    |
| 7     | Erin Dowd         | USA  | 58,10    |
| 8     | Bianca Stubler    | USA  | 58,16    |

#### 3000 m Hindernis
| Platz | Athletin         | Land | Zeit (min) |
| ----- | ---------------- | ---- | ---------- |
| 1     | Madie Boreman    | USA  | 9:36,86    |
| 2     | Alicja Konieczek | POL  | 9:39,46    |
| 3     | Simone Ferraz    | BRA  | 9:42,84    |
| 4     | Carmen Graves    | USA  | 9:45,53    |
| 5     | Brielle Erbacher | AUS  | 9:46,29    |
| 6     | Alondra Negrón   | PUR  | 9:47,79    |
| 7     | Adva Cohen       | ISR  | 9:49,50    |
| 8     | Logan Jolly      | USA  | 9:50,08    |
| 9     | Joyce Kimeli     | KEN  | 10:13,03   |
| 10    | Victoria Gerlach | USA  | 10:41,27   |

#### Kugelstoßen
| Platz | Athletin                 | Land | Weite (m) |
| ----- | ------------------------ | ---- | --------- |
| 1     | Chase Ealey              | USA  | 19,12     |
| 2     | Magdalyn Ewen            | USA  | 18,76     |
| 3     | Axelina Johansson        | SWE  | 18,72     |
| 4     | Danniel Thomas-Dodd      | JAM  | 18,56     |
| 5     | Jessica Woodard          | USA  | 17,25     |
| 6     | Erna Sóley Gunnarsdóttir | ISL  | 16,49     |
| 7     | Grace Tennant            | CAN  | 16,05     |

#### Hammerwurf
| Platz | Athlet                  | Land | Weite (m) |
| ----- | ----------------------- | ---- | --------- |
| 1     | Brooke Andersen         | USA  | 78,69     |
| 2     | Magdalyn Ewen           | USA  | 72,47     |
| 3     | Janeah Stewart          | USA  | 71,60     |
| 4     | Annette Echikunwoke     | USA  | 70,57     |
| 5     | Stamatia Skarvelis      | GRC  | 69,57     |
| 6     | Beatrice Nedberge Llano | NOR  | 68,82     |
| 7     | Erin Reese              | USA  | 68,57     |
| 8     | Lisa Wilson             | USA  | 66,12     |
| 9     | Tara Simpson-Sullivan   | GBR  | 65,22     |
| 10    | Maddie Nilles           | USA  | 64,01     |
| 11    | Agnė Lukoševičiūtė      | LTU  | 60,22     |